# Tuomarinkartano
Tuomarinkartano (en suédois : Domargård) est une section du quartier de Tuomarinkylä à Helsinki en Finlande. Tuomarinkartano fait partie du district de Itä-Pakila.

## La section de Tuomarinkartano
Tuomarinkartano a une superficie de 1,72 km2, sa population s'élève à 270 habitants(1.1.2010) et elle offre 1 167 emplois (31.12.2008).
Le Manoir de Tuomarinkylä  a donné son nom à cette section .
Tuomarintarano est bordé par la Tuusulanväylä à l'ouest et par le Vantaanjoki à l'est. 
La frontière sud du quartier longe Koivumäentie et continue plus à l'est en direction du Vantaanjoki, en suivant la même ligne est-ouest. Du côté sud de la zone se trouve Itä-Pakila avec ses jardins familiaux.
Un sentier de randonnée longe la branche du fleuve Vantaanjoki. 
Un pont à circulation douce relie Tuomarinkartano à Tapaninvainio, sur la rive orientale du Vantaanjoki.
Au sud de Tuomarinkyläntie, il y a aussi une piste de course de lévriers (Vinttikoirakeskus), où, en plus des entraînements de course et des compétitions, des expositions canines sont également organisées.

## Galerie

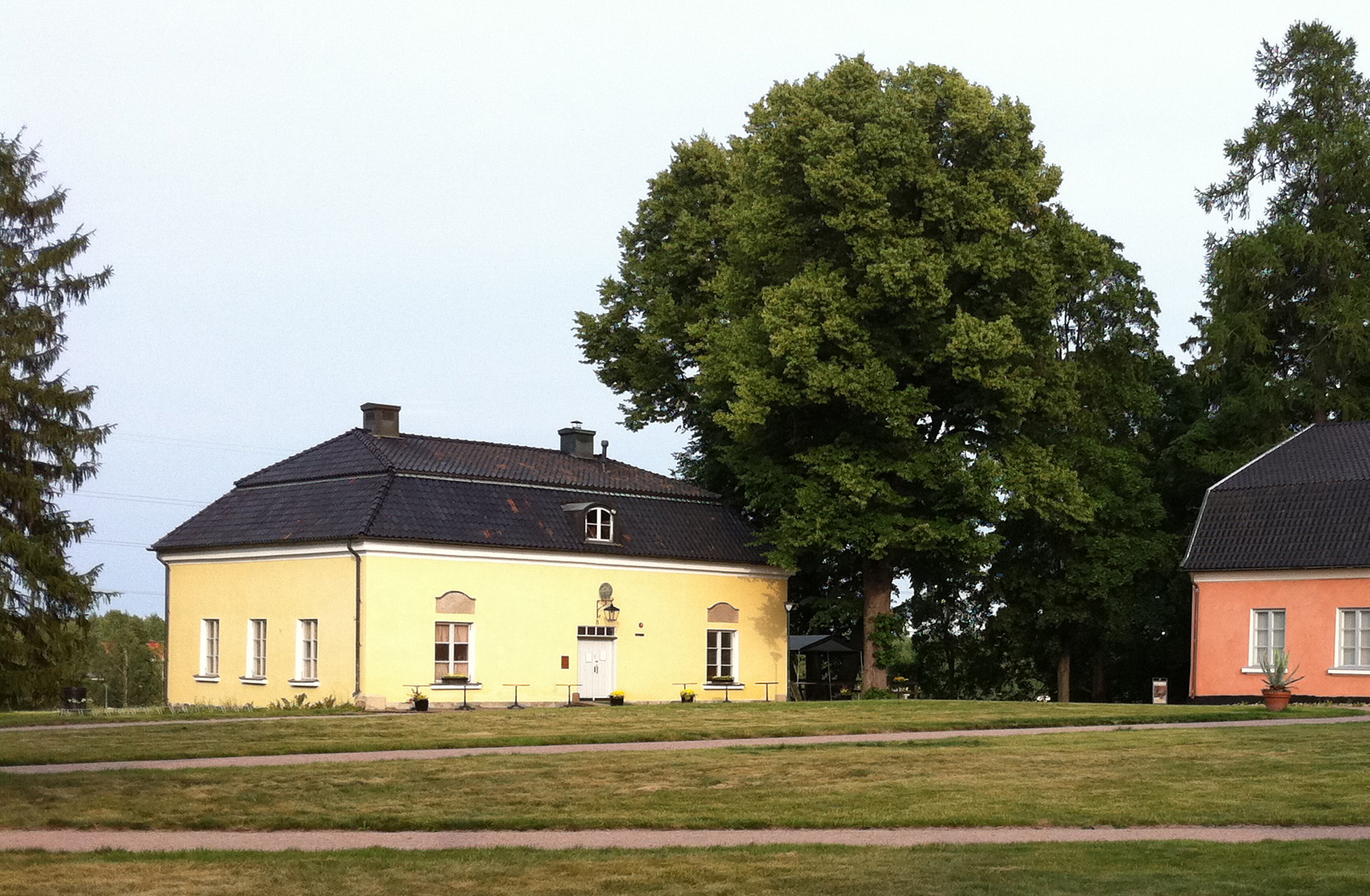
Le restaurant de Tuomarinkylä à gauche du Manoir.
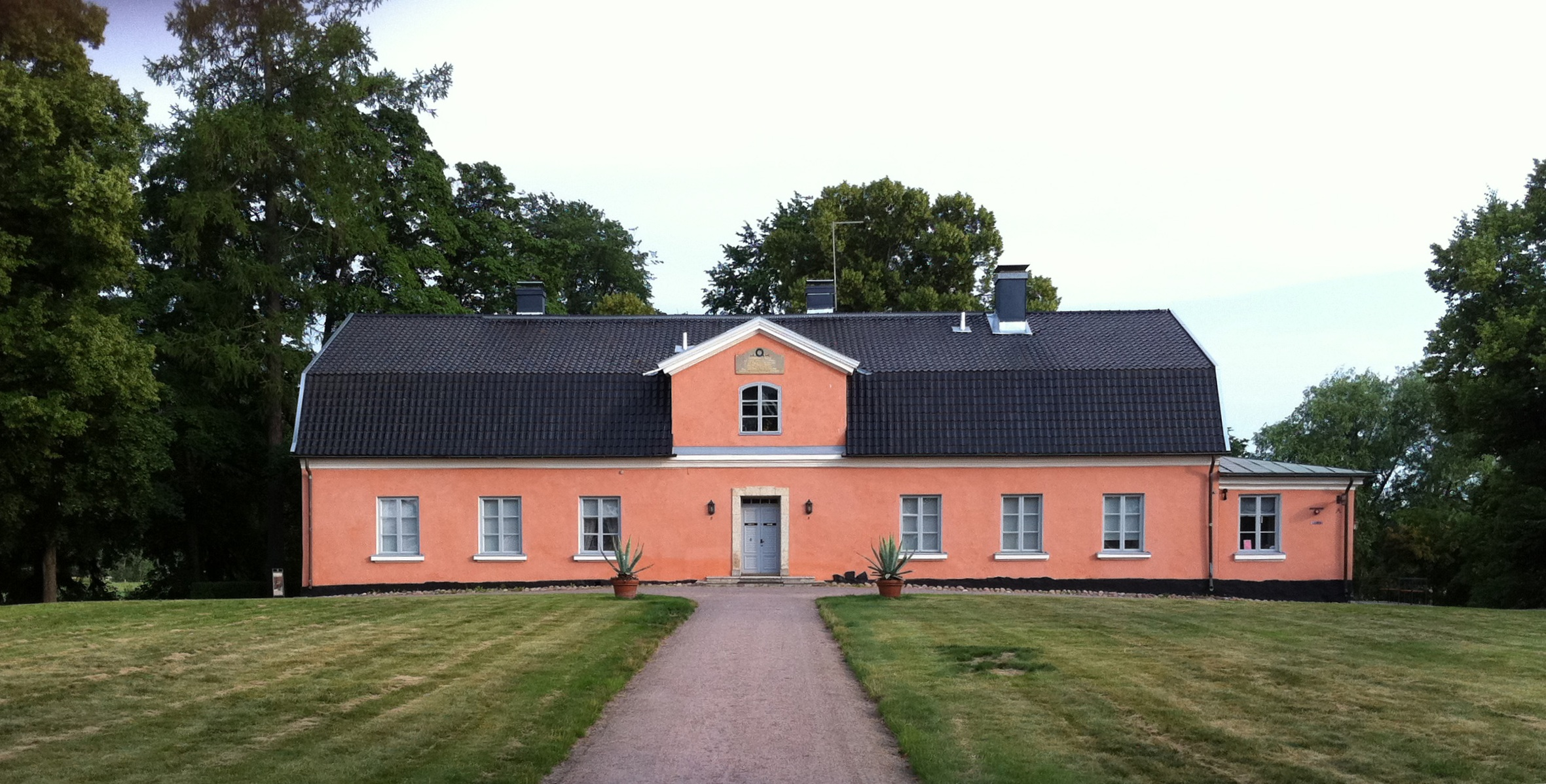
Le Manoir de Tuomarinkylä.